# Tamași
Tamași è un comune della Romania di 3 249 abitanti, ubicato nel distretto di Bacău, nella regione storica della Moldavia.
Il comune è formato dall'unione di 3 villaggi: Chetriș, Furnicari, Tamași.
Ai sensi della Legge N. 67 del 23 marzo 2005, il villaggio di Gioseni è stato scorporato dal comune per diventare comune autonomo.